# Lespedeza inschanica
Lespedeza inschanica är en ärtväxtart som först beskrevs av Carl Maximowicz, och fick sitt nu gällande namn av Anton Karl Schindler. Lespedeza inschanica ingår i släktet Lespedeza och familjen ärtväxter. Inga underarter finns listade i Catalogue of Life.